# Stormklockan

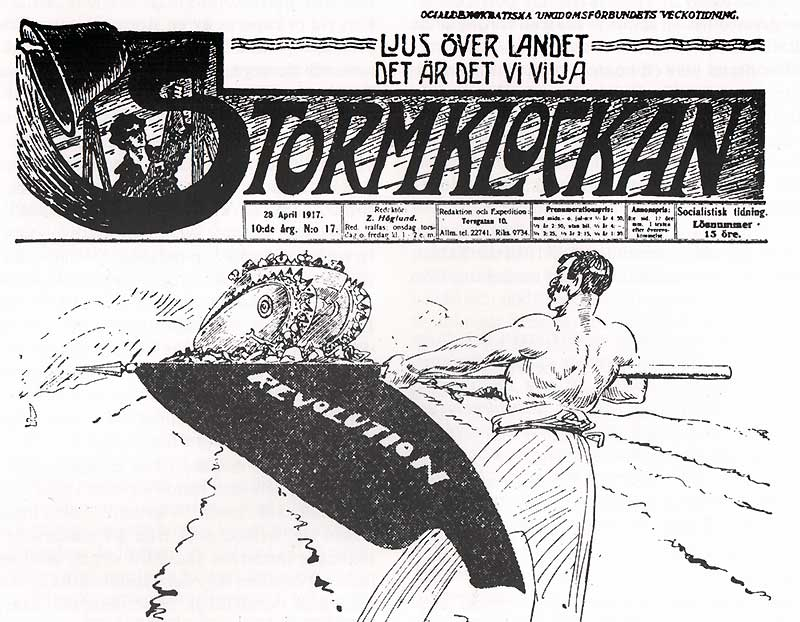
Del av Stormklockans förstasida den 28 april 1917. Ryska revolutionen inleddes månaden innan, i samband med "Februarirevolutionen".

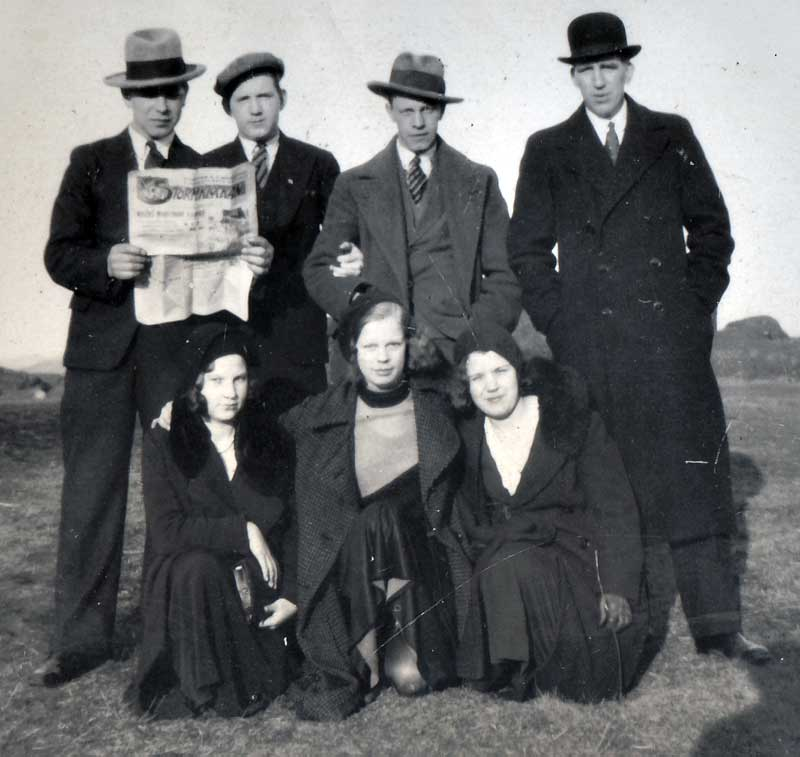
Unga arbetare på Hisingen i Göteborg visar upp tidningen, cirka 1934.

Stormklockan var en från början socialdemokratisk, senare kommunistisk, tidning som startades i december 1908 inom Socialdemokratiska ungdomsförbundet (SDUF). Tidningen kom att ge namn åt vänsterfalangen inom socialdemokratin, Stormklockerörelsen. Redaktör var Zeth Höglund. Tidningen präglades av en radikalare och hårdare agitation än den parallellt utkommande Fram som hade startats av Per Albin Hansson. Vid tiden för Stormklockans uppstart var det Fram som var SDUF:s officiella organ.
Från och med kongressen 1909 blev Stormklockan det officiella organet för SDUF och förblev ett språkrör för vänsteroppositionen inom socialdemokratin fram till partisplittringen 1917. Vid splittringen lämnade tidningen Socialdemokratiska arbetarepartiet (SAP) för att bli organ för Sverges socialdemokratiska vänsterparti (SSV) 1917 och följde med namnbytena fram till att tidningen istället blev organ åt Vänsterpartiet kommunisternas (VPK) ungdomsförbund, Vänsterns ungdomsförbund (VUF).
Vid en senare utbrytning ur VUF tog personer som grundade Marxist-leninistiska kampförbundet (MLK) 1970 med sig tidningen och fortsatte att ge ut Stormklockan. Ur spillrorna av det gamla VUF bildade de som fortfarande var lojala med moderpartiet VPK ett nytt ungdomsförbund, med namnet Kommunistisk ungdom (KU). Deras tidskrift hette också Stormklockan, då VPK och KU åberopade sig på traditionen och ansåg sig ha rätt till namnet. Tvisten avgjordes till sist i en rättegång till MLK:s fördel.
KU fortsatte därefter att ge ut en egen variant av Stormklockan med modifierat namn, åren 1972–1977 och 1977–1982.